# 노이에 슈팀멘

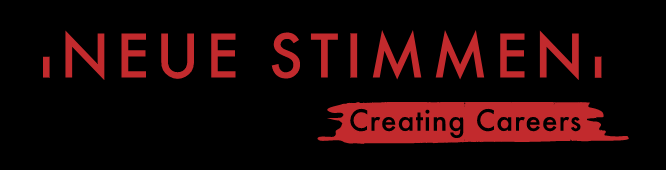
새로운 목소리 로고

노이에 슈팀멘(Neue Stimmen)은 독일 노르트라인베스트팔렌주 귀터슬로에서 피날레를 장식하는 국제 성악 콩쿠르이다. 이 콩쿠르는 1987년 리츠 몬에 의해 창설되었고 아우구스트 에버딩의 지원으로 실현되었다. 본 행사의 목표는 젊은 국제 오페라 가수를 육성하는 것이다. 오늘날 이 대회는 오페라계에서 재능을 펼칠 수 있는 발판으로 여겨진다. 노이에 슈팀멘의 주최자는 비영리 재단인 베르텔스만 재단이며 도미니크 마이어가 심사위원장을 맡는다.

## 역사
1980년대에는 젊은 오페라 가수를 찾기가 비교적 어려웠다. 이 때문에 리츠 몬은 유능한 인재를 독일로 데려오기 위해 국제 성악 콩쿠르를 창설했다. 계기는 저명한 지휘자 헤르베르트 폰 카라얀과의 대화였다. 유명한 총감독인 아우구스트 에버딩은 리츠 몬을 도와 이를 실현시켰다.
1987년 10월 제1회 성악 콩쿠르가 열렸다. 주최자는 베르텔스만 재단이었다. 리츠 몬의 남편인 미디어 기업가 라인하르트 몬은 자신의 사회적, 문화적 책임을 다하기 위해 1977년에 이 재단을 설립하였다. 1986년부터 리츠 몬은 귀테르즐로에 소재한 이 재단의 고문을 맡았고 그곳에서 점차 중요한 역할을 하게 되었다.
처음에는 유럽에서 교육 받은 성악가만 노이에 슈팀멘에 참여할 수 있었다. 그 중에 동유럽과 미국 출신의 대표들은 처음부터 있었다. 1990년대에 들어 점점 더 많은 국제 성악가들이 참여하게 되었다. 그 결과 노이에 슈팀멘은 "국제 성악 콩쿠르"로 그 성격을 발전시켰으며 전 세계적인 주목을 받게 되었다.

## 대회
국제 성악 콩쿠르인 노이에 슈팀멘은 초기에는 매년 개최되었고 1991년부터 2년마다 개최하고 있다. 1차 마이스터쿠어스는 1997년에 시작되었으며 그 이후로 대회 사이에 격년으로 실시하고 있다. 2012년에는 리트마이스터클라세가 추가되었다.
대회 참가 조건으로는 참가자가 공인 음악대학에 재학했으며 이미 리허설이나 공연을 한 적이 있는 성악가여야 한다는 것이 있다. 또한, 약 30세 미만만 참여할 수 있다.
노이에 슈팀멘 심사위원단은 오페라와 음악계의 경험 많은 실무자들로 구성된다. 우선 전 세계 사전 선발에서 최고의 지원자를 선별한다. 그런 다음 귀터슬로에서 오케스트라 반주와 함께 마지막 공연에서 서로 경쟁한다.